# Envasado en origen
Envasado en origen es el primer álbum de estudio del grupo de rock argentino originario de la ciudad de Mendoza  Alcohol Etílico. Fue editado en 1987. Este álbum contiene éxitos como Lamento boliviano, Mandolín y Silvana.

## Lista de canciones
1. Mandolín
2. Asesinato chino
3. La paralítica
4. Caso fatal
5. Esta tarde te voy a ver (Silvana)
6. Mujer del jardín
7. Qué nos está pasando?
8. Amiga paracaidista
9. Soy como una roca (Lamento boliviano)
10. Tantas cosas sin explicar (murmullo del mar)
11. Empezá a buscar los colores (flores muertas)

## Músicos
- Dimi Bass: Bajo y voz
- Sergio Embrioni: Guitarra y coros
- Niki Imazio: Guitarra y coros
- Adrián Vinacuor: Batería
- Horacio Gómez: Teclados
- Mario Soria: Saxofón
- Jorge Pinchevsky: Violín